# 芝田河
芝田河是位于山东省泰安市泰山区东部的一条山溪季节性河流。河流长度为21公里，流域面积为93平方公里。芝田河因流经泰山区省庄镇芝田村而得名。
芝田河发源于泰山东侧的泰安市泰山区大津口乡李家泉村，沿泰山山谷向东南，注入刘家庄水库。刘家庄水库也汇入了沿途各支流沟河。出刘家庄水库，在海洼村东改变流向，一路向南离开山谷，进入泰莱平原。至泰山区邱家店镇汇入卸甲河，而卸甲河最终汇入牟汶河。芝田河途经环山路东延、泰莱高速、辛泰铁路等交通干线。
2011年，泰安市曾计划在远期把城市建设区域扩展到芝田河以东。自2018年起，泰安市政府计划修复芝田河流域生态环境。2019年末开始流域沿线拆迁工作，负责施工的中铁上海局芝田河项目现场负责人表示，预计除景观绿化外的河道主要的剩余工程量在2020年底完成。